# Circonscription de Solomon
La circonscription de Solomon est une circonscription électorale australienne dans le Territoire du Nord. Elle porte le nom de Vaiben Solomon, un député fédéral en 1901 qui avait représenté auparavant le Territoire du Nord au Parlement d'Australie-Méridionale.
Elle a été créée le 21 décembre 2000 et couvre les villes de Darwin et Palmerston.
À l'élection de 2007, le candidat travailliste l'a emporté de 196 voix.

## Députés
| Nom            | Parti         | Période de mandat |
| -------------- | ------------- | ----------------- |
| David Tollner  | Libéral rural | 2001–2007         |
| Damian Hale    | Travailliste  | 2007-2010         |
| Natasha Griggs | Libéral rural | 2010–2016         |
| Luke Gosling   | Travailliste  | 2016-en cours     |

## Résultats des élections
| Parti                            | Parti                        | Candidat                     | Voix   | %     | ±      |
| -------------------------------- | ---------------------------- | ---------------------------- | ------ | ----- | ------ |
|                                  | Travailliste                 | Luke Gosling (en)            | 21 775 | 39,50 | −0,54  |
|                                  | Rural libéral                | Tina Macfarlane              | 13 771 | 24,98 | −13,07 |
|                                  | Verts                        | Aiya Goodrich Carttling      | 8 164  | 14,81 | +2,97  |
|                                  | Démocrates libéraux          | Kylie Bonanni                | 5 839  | 10,59 | +10,59 |
|                                  | Une nation                   | Emily Lohse                  | 2 948  | 5,35  | +5,35  |
|                                  | UAP                          | Tayla Selfe                  | 2 628  | 4,77  | +1,90  |
| Total des suffrages exprimés     | Total des suffrages exprimés | Total des suffrages exprimés | 55 125 | 96,48 | +0,85  |
| Votes nuls                       | Votes nuls                   | Votes nuls                   | 2 011  | 3,52  | −0,85  |
| Participation                    | Participation                | Participation                | 57 136 | 79,53 | −3,55  |
| Résultat de préférence bipartite |                              |                              |        |       |        |
|                                  | Travailliste                 | Luke Gosling (en)            | 32 726 | 59,37 | +6,29  |
|                                  | Rural libéral                | Tina Macfarlane              | 22 399 | 40,63 | −6,29  |
|                                  | Travailliste retenir         | Travailliste retenir         | Swing  | +6,29 |        |